# يانيك فيتشر
يانيك فيتشر (17 ديسمبر 1974

 في سانت فوي لو غراند) (بالفرنسية: Yannick Fischer)‏ لاعب كرة قدم فرنسي معتزل كان يجيد اللعب في خط الدفاع .
لعب فيتشر في أندية بوردو (1993-1996) كان (1996-1998) مرسيليا (1998-2000) لوريان بالإعارة (1998-1999) ستراسبورغ (2000-2003) لومان (2003-2007) نيور (2007-2009) .

## روابط خارجية
- يانيك فيتشر على موقع قاعدة بيانات كرة القدم.إي يو (الإنجليزية)
- يانيك فيتشر على موقع عالم كرة القدم.نت (الإنجليزية)